# La Kodorniz
La Kodorniz es un semanario digital de humor gráfico y literario que se considera sucesor de la revista impresa La Codorniz, fundada en 1941 por Miguel Mihura.
En noviembre del 2006, La Kodorniz aumenta su frecuencia de publicación, de semanal a diaria.
Responde al subtítulo "Humor extremo para personas moderadas" y cuenta entre sus colaboradores con Juan Carlos Contreras, Alfredo Martirena, Lombilla, Rosell, Carabias, Álvaro, Manuel Ramos "Mágnum", Pepe Ortiz "Gatoto", Luis Fernández "Escalope de Vega", Juan Ramón Mora, Àgueda "El Listo", Kalvellido y con los integrantes de la "Academia de Humor de Pozuelo", La Golondriz.